# شصت و هفتمین جوایز امی ساعات پربیننده
شصت و هفتمین جوایز امی ساعات پربیننده (به انگلیسی: 67th Primetime Emmy Awards) برای تجلیل از بهترین برنامه‌های تلویزیونی پخش‌شده در ساعات پر بینندهٔ ایالات متحده که بین ۱ ژوئن ۲۰۱۴ تا ۳۱ مه ۲۰۱۵ پخش شده‌اند، توسط آکادمی علوم و هنرهای تلویزیونی برگزار شد. این مراسم روز یکشنبه ۲۰ سپتامبر ۲۰۱۵ در تئاتر نوکیا در لس‌آنجلس برگزار شد و شبکه فاکس این مراسم را پوشش داد. اندی سمبرگ برای اولین بار مجری این مراسم بود. نامزدها در ۱۶ ژوئیه ۲۰۱۵ اعلام شده بودند.
مراسم جوایز هنرهای خلاقانه هم ۱۲ سپتامبر برگزار شد و ۱۹ سپتامبر از شبکهٔ اف‌اکس‌اکس پخش گردید.
بازی تاج و تخت با بردن ۱۲ جایزه رکورد جدیدی را ثبت کرد؛ همچنین وایولا دیویس به نخستین زن آفریقایی-آمریکایی تبدیل شد که برندهٔ جایزه بهترین بازیگر نقش اول زن در سریال درام می‌شود.

## تغییرات قوانین
آکادمی علوم و هنرهای تلویزیون اعلام کرد برای شصت و هفتمین دوره جوایز امی تغییراتی در قوانین ایجاد شده‌است. این تغییرات بدین شرح است:
- تمامی رأی‌دهندگان تنها در صورتی واجد شرایط رأی دادن خواهند بود که اثر ثبت شده را به صورت کامل مشاهده کرده باشند و هیچ نوع وابستگی خاص به به هیچ‌یک از نامزدها نداشته باشند.
- تعداد نامزدها در بخش بهترین سریال درام و بهترین سریال کمدی به علت افزایش تعداد سریال‌های تولیدی از شش به هفت افزایش می‌یابد.
- برای مشخص شدن تفاوت بین سریال‌های درام و کمدی، از این پس سریال‌های با میانگین مدت ۳۰ دقیقه کمدی و سریال‌های با میانگین مدت ۶۰ دقیقه درام در نظر گرفته می‌شوند. با این حال این قانون می‌تواند شامل استثنا هم شود. تهیه‌کنندگان می‌توانند درخواست خود را برای در نظر گرفتن سریالشان در یک موضوع متفاوت به آکادمی ارائه دهند. رئیس آکادمی پنلی را متشکل از ۹ نفر برای مشخص کردن موضوع آن سریال تعیین می‌کند. برای تغییر موضوع سریال رأی دو سوم یا بیشتر اعضای این پنل لازم است. تاکنون سریال‌های گلی، بی‌شرم و جین باکره در تغییر موضوع موفق بوده‌اند.
- بخش بهترین مینی‌سریال به بهترین سریال محدود تغییر نام می‌یابد. سریال محدود سریالی است که حداقل شامل دو اپیزود و ۱۵۰ دقیقه طول مدت باشد و داستان به صورت کامل بیان شود و بخشی از آن به فصل‌های آینده موکول نگردد.
- «بازیگر مهمان» بازیگری است که در کمتر از ۵۰٪ سریال حضور داشته باشد.
- بخش «بهترین مجموعه متنوع» به دو بخش «بهترین مجموعه متنوع گفتگو محور» و «بهترین مجموعه متنوع کمدی» تقسیم می‌شود که اولی در مراسم ساعات پربیننده و دومی در مراسم هنرهای خلاقانه اهدا می‌گردد.

## برندگان و نامزدها

### برنامه‌ها
| بهترین مجموعه تلویزیونی کمدی | بهترین مجموعه تلویزیونی درام |
| --- | --- |
| - معاون رئیس‌جمهور (اچ‌بی‌او) - ترنسپرنت (آمازون) - لوئی (اف‌ایکس) - خانواده امروزی (ای‌بی‌سی) - پارک‌ها و تفریحات (ان‌بی‌سی) - دره سیلیکون (اچ‌بی‌او) - کیمی اشمیت شکست‌ناپذیر (نتفلیکس)                                                | - بازی تاج و تخت (اچ‌بی‌او) - بهتره با سول تماس بگیری (ای‌ام‌سی) - دانتون ابی (پی‌بی‌اس) - سرزمین خانگی (شوتایم) - خانه پوشالی (نتفلیکس) - مد من (ای‌ام‌سی) - نارنجی همان سیاه است (نتفلیکس) |
| بهترین مجموعه تلویزیونی متنوع گفتگو محور | بهترین مجموعه تلویزیونی متنوع کمدی |
| - نمایش روزانه با جان استوارت (کمدی سنترال) - گزارش کلبر (کمدی سنترال) - جیمی کیمل زنده! (ای‌بی‌سی) - هفته پیش امشب با جان اولیور (اچ‌بی‌او) - برنامه آخر وقت با دیوید لترمن (سی‌بی‌اس) - برنامه امشب با اجرای جیمی فالون (ان‌بی‌سی) | - اینساید ایمی شومر (کمدی سنترال) - تاریخ مست (کمدی سنترال) - کی و پیل (کمدی سنترال) - پرتلندیا (آی‌اف‌سی) - پخش زنده شنبه شب (ان‌بی‌سی)                                                 |
| بهترین مجموعه تلویزیونی محدود | بهترین برنامه رقابتی - واقع‌گرا |
| - آلیو کیتریج (اچ‌بی‌او) - جنایت آمریکایی (ای‌بی‌سی) - داستان ترسناک آمریکایی: فریک شو (اف‌ایکس) - زن محترم (ساندنس‌تی‌وی) - تالار گرگ‌ها (پی‌بی‌اس)                                                                                   | - صدا (ان‌بی‌سی) - رقص با ستارگان (ای‌بی‌سی) - پروژه مد (لایف‌تایم) - فکر می‌کنی می‌تونی برقصی (فاکس) - رقابت باورنکردنی (سی‌بی‌اس) - سرآشپز برتر (براوو)                                     |

### بازیگری

#### بازیگران اصلی
| بهترین بازیگر مرد در مجموعه کمدی | بهترین بازیگر زن در مجموعه کمدی |
| --- | --- |
| - جفری تامبر در نقش مورا پفرمن در ترنسپرنت (Amazon) - آنتونی اندرسون در نقش آندره جانسون پدر در Black-ish (ای‌بی‌سی) - دان چیدل در نقش کارتی کان در خانه دروغ‌ها (شوتایم) - لوئی سی. کی. در نقش لوئی در لوئی (اف‌اکس) - ویل فورته در نقش فیل میلر در آخرین مرد روی زمین (فاکس) - مت له بلانک در نقش خودش در اپیزودها (شوتایم) - ویلیام اچ میسی در نقش فرانگ گالاگر در بی‌شرم (شوتایم) | - جولیا لوئیس-دریفوس در نقش سلینا میر در معاون رئیس‌جمهور (اچ‌بی‌او) - ادی فالکو در نقش جکی پیتون در پرستار جکی (شوتایم) - لیزا کودرو در نقش والری چریش در The Comeback (اچ‌بی‌او) - ایمی پولر در نقش لزلی نوپ در پارک‌ها و تفریحات (ان‌بی‌سی) - ایمی شومر در نقش ایمی در Inside Amy Schumer (کمدی سنترال) - لیلی تاملین در نقش فرانکی برجستین در گریس و فرانکی (نت‌فیلیکس)                                                                      |
| بهترین بازیگر مرد در مجموعه درام | بهترین بازیگر زن در مجموعه درام |
| - جان هام در نقش Don Draper در مد من (ای‌ام‌سی) - کایل چندلر در نقش John Rayburn در Bloodline (نت‌فیلیکس) - جف دانیلز در نقش ویل مک‌آووی در اتاق خبر (اچ‌بی‌او) - باب ادنکیرک در نقش سول گودمن در بهتره با سول تماس بگیری (ای‌ام‌سی) - لیو شریبر در نقش ری داناوان در ری داناوان (شوتایم) - کوین اسپیسی در نقش فرانک آندروود در خانه پوشالی (نت‌فیلیکس)                                   | - وایولا دیویس در نقش انالیس کیتینگ در چگونه از مجازات قتل فرار کرد (ای‌بی‌سی) - کلیر دینز در نقش کری متیسون در میهن (شوتایم) - ترجی پی. هنسون در نقش کوکی لیون در امپراتوری (فاکس) - تاتیانا مسلانی در نقش‌های مختلف در یتیم سیاه (بی‌بی‌سی آمریکا) - الیزابت ماس در نقش پگی السن در مد من (ای‌ام‌سی) - رابین رایت در نقش کلیر آندروود در خانه پوشالی (نت‌فیلیکس)                                                                              |
| بهترین بازیگر مرد در مجموعه کوتاه یا فیلم تلویزیونی | بهترین بازیگر زن در مجموعه کوتاه یا فیلم تلویزیونی |
| - ریچارد جنکینز در نقش هنری کیتریج در آلیو کیتریج (اچ‌بی‌او) - آدرین برودی در نقش هری هودینی در Houdini (هیستوری) - ریکی جرویس در نقش Derek Noakes در Derek the Special (نت‌فیلیکس) - تیموتی هاتون در نقش Russ Skokie در American Crime (ای‌بی‌سی) - دیوید اویلوو در نقش Peter Snowden در Nightingale (اچ‌بی‌او) - مارک رایلنس در نقش تامس کرامول در Wolf Hall (پی‌بی‌اس)                 | - فرانسیس مک‌دورمند در نقش آلیو کیتریج در آلیو کیتریج (اچ‌بی‌او) - مگی جیلنهال در نقش Nessa Stein در زن محترم (ساندنس‌تی‌وی) - فلیسیتی هافمن در نقش Barb Hanlon در جرم آمریکایی (ای‌بی‌سی) - جسیکا لنگ در نقش Elsa Mars در داستان ترسناک آمریکایی: عجایب نمایش (اف‌اکس) - کویین لطیفه در نقش بسی اسمیت در Bessie (اچ‌بی‌او) - اما تامسون در نقش Mrs. Lovett در Sweeney Todd: The Demon Barber of Fleet Street – Live from Lincoln Center (پی‌بی‌اس) |

#### نقش مکمل
| بهترین بازیگر نقش مکمل مرد در مجموعه کمدی | بهترین بازیگر نقش مکمل زن در مجموعه کمدی |
| --- | --- |
| - تونی هیل در نقش Gary Walsh در معاون رئیس‌جمهور (اچ‌بی‌او) - آندره بروگر در نقش Captain Ray Holt در بروکلین نه-نه (فاکس) - تیتوس بورهس در نقش Titus Andromedon در Unbreakable Kimmy Schmidt (نت‌فیلیکس) - تای بورل در نقش Phil Dunphy در خانواده امروزی (ای‌بی‌سی) - آدام درایور در نقش Adam Sackler در دختران (اچ‌بی‌او) - کیگان-مایکل کی در نقش Various Characters در Key & Peele (کمدی سنترال) | - آلیسون جانی در نقش بانی پلانکت در مامان (سی‌بی‌اس) - ماییم بیالیک در نقش دکتر ایمی فارا فاولر در تئوری بیگ بنگ (سی‌بی‌اس) - جولی بوون در نقش Claire Dunphy در خانواده امروزی (ای‌بی‌سی) - آنا کلامسکی در نقش Amy Brookheimer در معاون رئیس‌جمهور (اچ‌بی‌او) - گبی هافمن در نقش Ali Pfefferman در ترنسپرنت (Amazon) - جین کراکوسکی در نقش Jacqueline Voorhees در Unbreakable Kimmy Schmidt (نت‌فیلیکس) - کیت مک‌کینون در نقش Various Characters در پخش زنده شنبه شب (ان‌بی‌سی) - نیسی نش در نقش Denise "Didi" Ortley در Getting On (اچ‌بی‌او) |
| بهترین بازیگر نقش مکمل مرد در مجموعه درام | بهترین بازیگر نقش مکمل زن در مجموعه درام |
| - پیتر دینکلیج در نقش تیریون لنیستر در بازی تاج و تخت (اچ‌بی‌او) - جاناتان بانکز در نقش Mike Ehrmantraut در بهتره با سول تماس بگیری (ای‌ام‌سی) - جیم کارتر (هنرپیشه) در نقش Charles Carson در دانتون ابی (پی‌بی‌اس) - الن کومینگ در نقش Eli Gold در همسر خوب (سی‌بی‌اس) - مایکل کلی در نقش داگ استمپر در خانه پوشالی (نت‌فیلیکس) - بن مندلسون در نقش Danny Rayburn در Bloodline (نت‌فیلیکس)          | - اوزو ادوبا در نقش Suzanne 'Crazy Eyes' Warren در نارنجی همان سیاه است (نت‌فیلیکس) - کریستین برنسکی در نقش Diane Lockhart در همسر خوب (سی‌بی‌اس) - امیلیا کلارک در نقش دنریس تارگرین در بازی تاج و تخت (اچ‌بی‌او) - جوآن فروگات در نقش Anna Bates در دانتون ابی (پی‌بی‌اس) - لینا هیدی در نقش سرسی لنیستر در بازی تاج و تخت (اچ‌بی‌او) - کریستینا هندریکس در نقش Joan Harris در مد من (ای‌ام‌سی) |
| بهترین بازیگر نقش مکمل مرد در مجموعهٔ کوتاه یا فیلم تلویزیونی | بهترین بازیگر نقش مکمل زن در مجموعهٔ کوتاه یا فیلم تلویزیونی |
| - بیل مری در نقش Jack Kenninson در آلیو کیتریج (اچ‌بی‌او) - ریچارد کبرال در نقش Hector Tonz در American Crime (ای‌بی‌سی) - دامیان لوئیس در نقش هنری هشتم در Wolf Hall (پی‌بی‌اس) - دنی اوهر در نقش استنلی در داستان ترسناک آمریکایی: عجایب نمایش (اف‌اکس) - مایکل کی ویلیامز در نقش Jack Gee در Bessie (اچ‌بی‌او) - فین ویتراک در نقش Dandy Mott در داستان ترسناک آمریکایی: عجایب نمایش (اف‌اکس)     | - رجینا کینگ در نقش Aliyah Shadeed در American Crime (ای‌بی‌سی) - آنجلا باست در نقش Desiree Dupree در داستان ترسناک آمریکایی: عجایب نمایش (اف‌اکس) - کتی بیتس در نقش Ethel Darling در داستان ترسناک آمریکایی: عجایب نمایش (اف‌اکس) - زویی کازان در نقش Denise Thibodeau در آلیو کیتریج (اچ‌بی‌او) - مونیک در نقش ما رینی در Bessie (اچ‌بی‌او) - سارا پلسون در نقش Dot & Bette Tattler در داستان ترسناک آمریکایی: عجایب نمایش (اف‌اکس) |

### کارگردانی
| بهترین کارگردانی برای مجموعهٔ کمدی | بهترین کارگردانی برای مجموعهٔ درام |
| --- | --- |
| - ترنسپرنت (اپیزود: "Best New Girl")، به کارگردانی جیل سالووی (Amazon) - آخرین مرد روی زمین (اپیزود: "Alive in Tucson (Pilot)")، به کارگردانی فیل لرد و کریستوفر میلر (فاکس) - لوئی (اپیزود: "Sleepover")، به کارگردانی لوئی سی. کی. (اف‌اکس) - دره سیلیکون (اپیزود: "Sand Hill Shuffle")، به کارگردانی مایک جاج (اچ‌بی‌او) - معاون رئیس‌جمهور (اپیزود: "Testimony")، به کارگردانی Armando Iannucci (اچ‌بی‌او)                                                                                  | - بازی تاج و تخت (اپیزود: "رحمت مادر")، به کارگردانی دیوید ناتر (اچ‌بی‌او) - امپراتوری بوردواک (اپیزود: "Eldorado")، به کارگردانی تیم وان پاتن (اچ‌بی‌او) - بازی تاج و تخت (اپیزود: "سرکوب نشده، سر خم نکرده، شکست نخورده")، به کارگردانی جرمی پودسوا (اچ‌بی‌او) - میهن (اپیزود: "From A to B and Back Again")، به کارگردانی لزلی لینکا گلتر (شوتایم) - The Knick (اپیزود: "Method and Madness")، به کارگردانی استیون سودربرگ (Cinemax) |
| بهترین کارگردانی برای مجموعه متنوع | بهترین کارگردانی برای مجموعه کوتاه یا فیلم تلویزیونی یا ویژه‌برنامه درام |
| - نمایش روزانه (Episode: "Episode 20103"), Directed by Chuck O'Neil (Comedy Central) - گزارش کلبر (Episode: "Episode 11040"), Directed by James Hoskinson (Comedy Central) - Inside Amy Schumer (Episode: "12 Angry Men Inside Amy Schumer"), Directed by ایمی شومر and Ryan McFaul (Comedy Central) - برنامه آخر وقت با دیوید لترمن (Episode: "Show 4214"), Directed by Jerry Foley (CBS) - The Tonight Show Starring Jimmy Fallon (Episode: "Show 203"), Directed by Dave Diomedi (NBC) | - آلیو کیتریج، به کارگردانی لیسا چولودنکو (اچ‌بی‌او) - داستان ترسناک آمریکایی: عجایب نمایش (اپیزود: "Monsters Among Us")، به کارگردانی رایان مورفی (اف‌اکس) - Bessie، به کارگردانی Dee Rees (اچ‌بی‌او) - زن محترم، به کارگردانی هوگو بلیک (ساندنس‌تی‌وی) - Houdini، به کارگردانی اولی ادل (هیستوری) - از دست رفته، به کارگردانی Tom Shankland (استارز) - Wolf Hall، به کارگردانی Peter Kosminsky (پی‌بی‌اس)                                |

### نویسندگی
| بهترین نویسندگی برای مجموعهٔ کمدی | بهترین نویسندگی برای مجموعهٔ درام |
| --- | --- |
| - معاون رئیس‌جمهور (قسمت: "شب گزینش")، نوشتهٔ سایمون بلک وِل، آرماندو لانوچی و تونی روچ (اچ‌بی‌او) - اپیزودها (قسمت: "Episode 9"), نوشتهٔ دیوید کرین و جفری کلاریک (شوتایم) - آخرین مرد روی زمین (قسمت: "زنده در توسان")، نوشتهٔ ویل فورته (فاکس) - لوئی (قسمت: "منزل بابی")، نوشتهٔ لوئی سی. کی. (اف‌اکس) - دره سیلیکون (قسمت: "دو روز از کرکس")، نوشتهٔ آلک بِرگ (اچ‌بی‌او) - ترنسپرنت (قسمت: "رهبر")، نوشتهٔ جیل سالووِی (آمازون) | - بازی تاج و تخت (قسمت: "رحمت مادر")، نوشتهٔ دیوید بنیاف و دی. بی. وایس (اچ‌بی‌او) - آمریکایی‌ها (قسمت: "Do Mail Robots Dream of Electric Sheep?"), نوشتهٔ جاشو بِرند (اف‌اکس) - بهتره با سول تماس بگیری (قسمت: "فایو-او")، نوشتهٔ گوردن اسمیت (ای‌ام‌سی) - مد من (قسمت: "افق گمشده"), نوشتهٔ ماتیو واینر و سِمی کیلاس (ای‌ام‌سی) - مد من (قسمت: "نفر به نفر")، نوشتهٔ ماتیو واینر (ای‌ام‌اسی) |
| بهترین نویسندگی برای مجموعه متنوع | بهترین نویسندگی برای مجموعهٔ کوتاه، فیلم تلویزیونی یا مجموعهٔ درام خاص |
| - نمایش روزانه (کمدی سنترال) - گزارش کلبر (کمدی سنترال) - Inside Amy Schumer (کمدی سنترال) - کِی و پیلی (کمدی سنترال) - هفته پیش امشب با جان اولیور (اچ‌بی‌او) | - آلیو کیتریج، نوشتهٔ جین اندرسون (اچ‌بی‌او) - American Crime (قسمت: "Episode One")، نوشتهٔ جان ریدلی (ای‌بی‌سی) - Bessie، نوشتهٔ دی ریز، کریستوفر کلیولند، بتینا گلویس و هورتون فوت (اچ‌بی‌او) - سلام خانم‌ها، نوشتهٔ استیون مرچنت، جین استاپنیتسکی و لی آیزنبرگ (اچ‌بی‌او) - زن محترم، نوشتهٔ هوگو بلیک (ساندنس‌تی‌وی) - Wolf Hall، نوشتهٔ پیتر استروگان (پی‌بی‌اس)                            |